# 芹壁村
芹壁村（馬拼：Khỳng-piáh-tshoung，平話字：Kṳ̀ng-biáh-chŏng），舊名鏡港，又稱鏡澳，是位於中華民國福建省連江縣北竿鄉的村落。另村莊也有步道，可直達上村。村外以北海域不遠處有一座名為龜島的島嶼，在芹壁村海岸即可觀見。

## 沿革

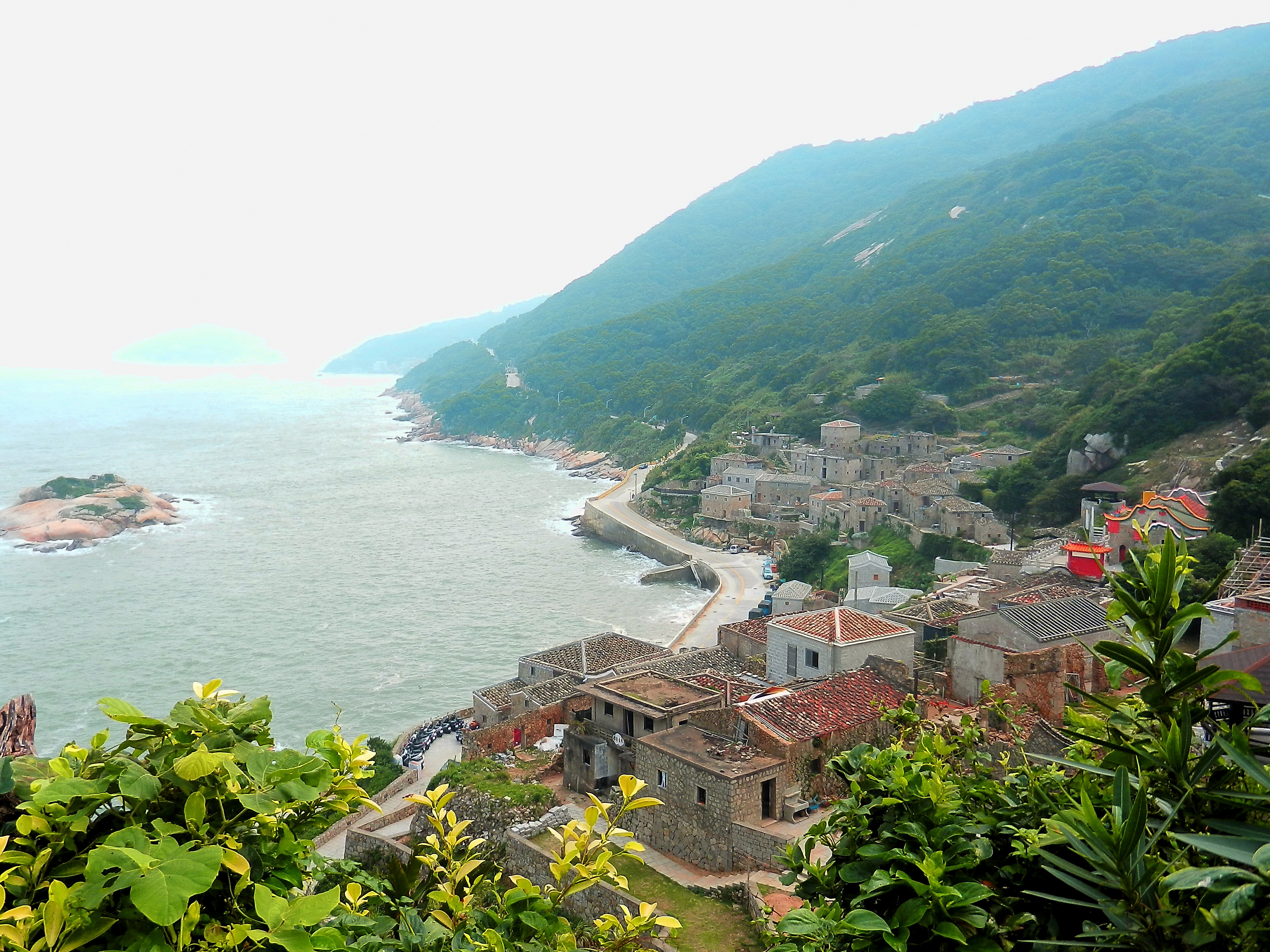
芹壁聚落景觀，左方為龜島

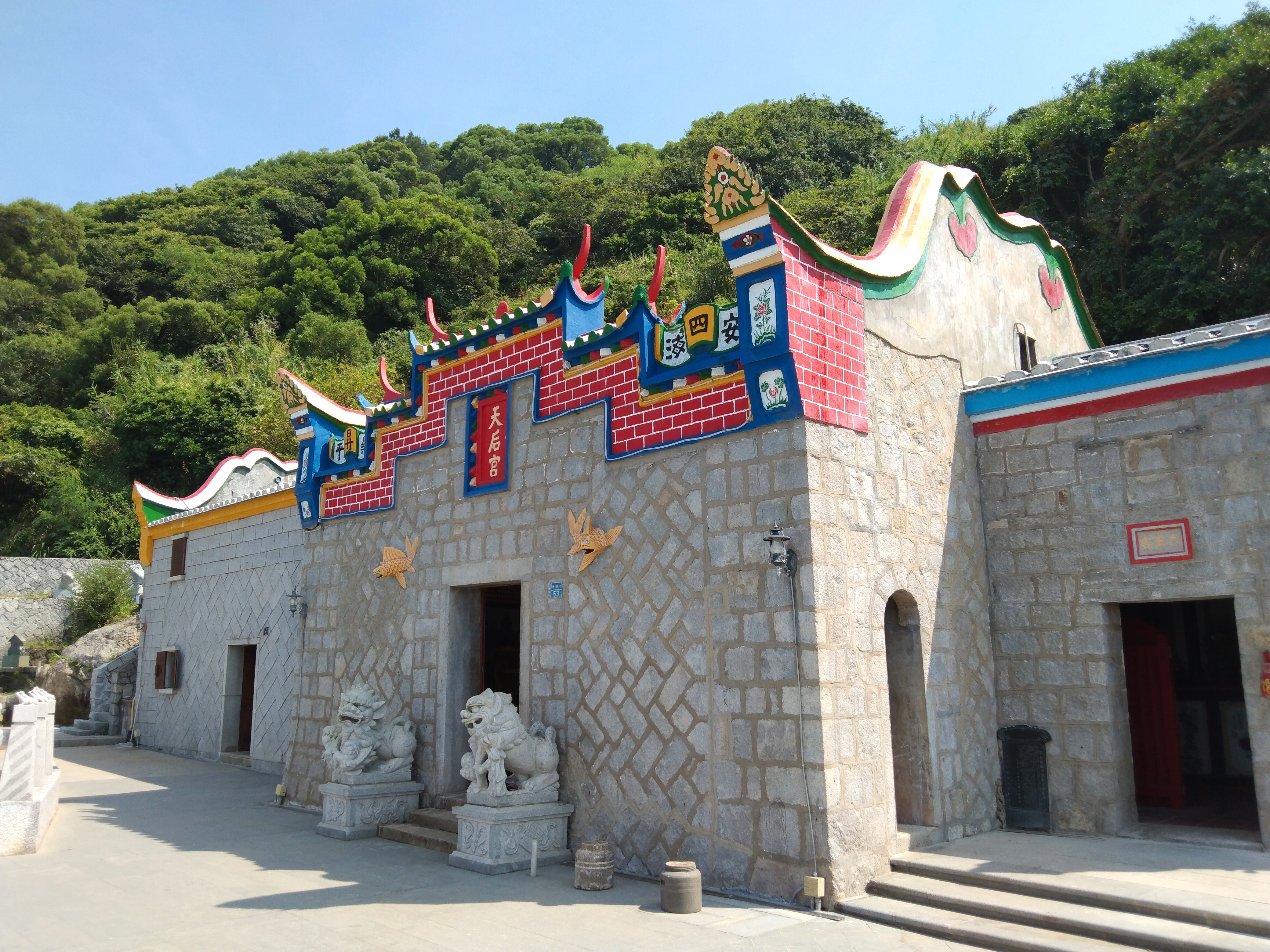
芹壁境天后宮

芹壁聚落依山勢呈階梯狀排列，主要分成北面山、南面山、中路等區，開發最早可追溯至明清時期，福建長樂鶴上陳氏家族開發的漁村。此地多作為中國大陸沿海漁民海上停泊休憩之地，早年居民都以捕蝦皮為生。芹壁境天后宮是芹壁聚落的信仰中心，「蛙神」信仰成為當地一大特色。
國共內戰後，國軍進駐馬祖列島，於1956年（民國45年）成立「馬祖戰地政務委員會」，在軍民合作之下，大幅改善芹壁聚落環境衛生、補助修茸等，芹壁村的人口在1956年至1965年間快速增長，1967年人口數達到最高。人口僅次於橋仔村，繁榮程度約排第二。
後因漁業沒落使居民大量外遷，導致人口流失。北竿文化推展協會後於1996年5月成立，並積極推廣社區居民對地方文化的保存意識。1998年起，交通部於新十大建設項下納編「本縣傳統建築聚落保存計畫」，後1999年，連江縣政府成立「城鄉工作室」，執行四鄉五島的聚落保存與城鄉規劃業務，訂定「連江縣閩東傳統建築修繕補助辦法」及「聚落政策白皮書」，將芹壁、津沙、福正、大埔四村指定為聚落保存區。補助古厝整修。
當代，芹壁村因保留許多採用多以花崗石堆砌的閩東式古厝，為馬祖傳統閩東建築最完整的區域，經政府修繕後，許多老宅也轉型為民宿及藝文空間使用。

## 交通

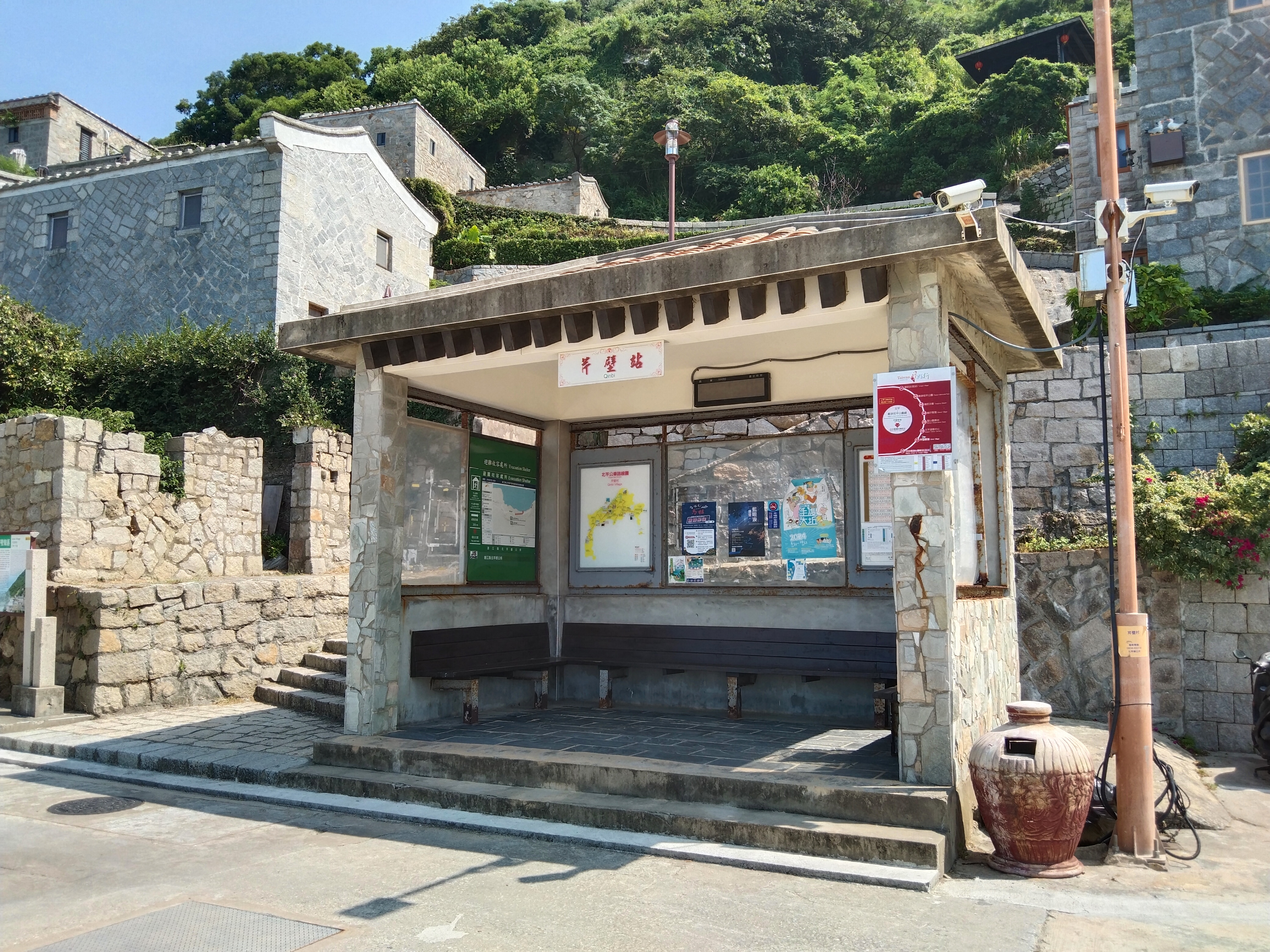
芹壁公車站

芹壁村位於環島北路中途段，往北連接橋仔村，往南則是到坂里水庫。從塘岐村及白沙村皆可搭乘公車抵達。

## 觀光景點
- 芹壁境天后宮
- 龜島
- 芹壁步道

## 延伸閱讀
- 麥覺明. . . 第481集. 大麥影像傳播工作室.  第1分25秒～第26分10秒 记录于. 2011-08-21  [2014-12-21]. 中視主頻. （原始内容存档于2020-07-17）. 网址－维基内链冲突 (帮助)